# Легердорф
Легердорф (нім. Lägerdorf) — громада в Німеччині, розташована в землі Шлезвіг-Гольштейн. Входить до складу району Штайнбург. Складова частина об'єднання громад Брайтенбург.
Площа — 5,96 км2. Населення становить 2660 ос. (станом на 31 грудня 2020).

## Галерея

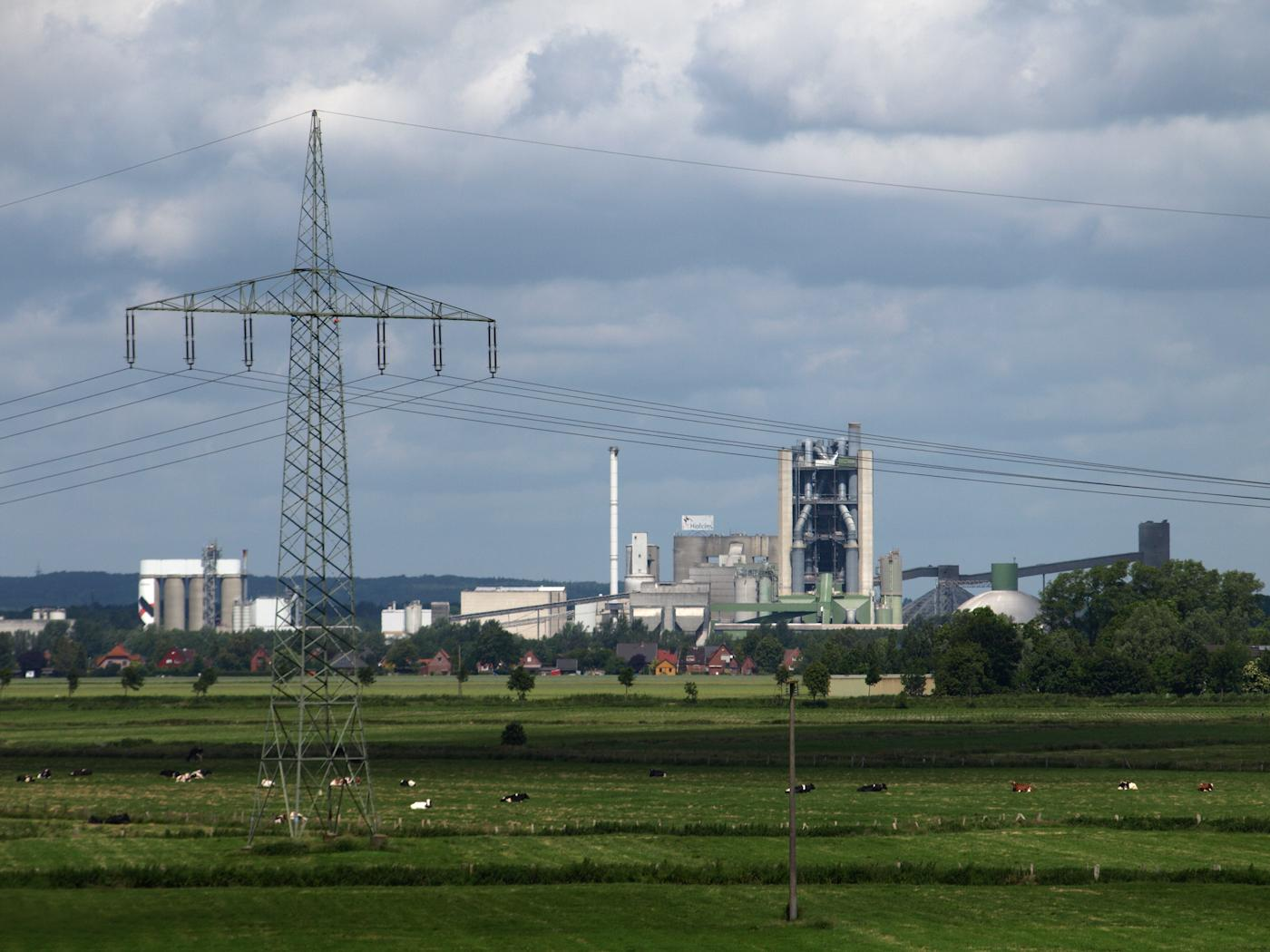
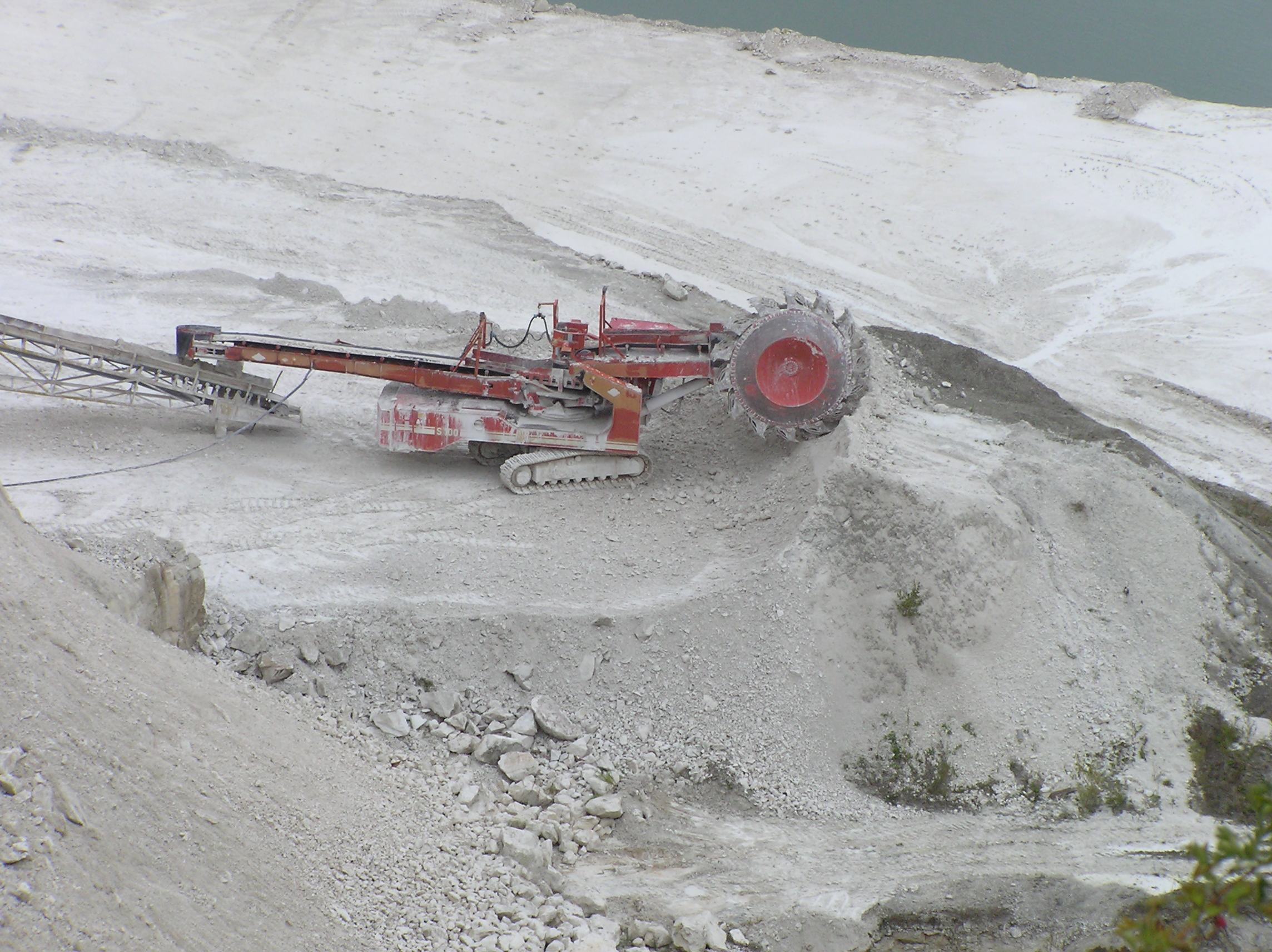
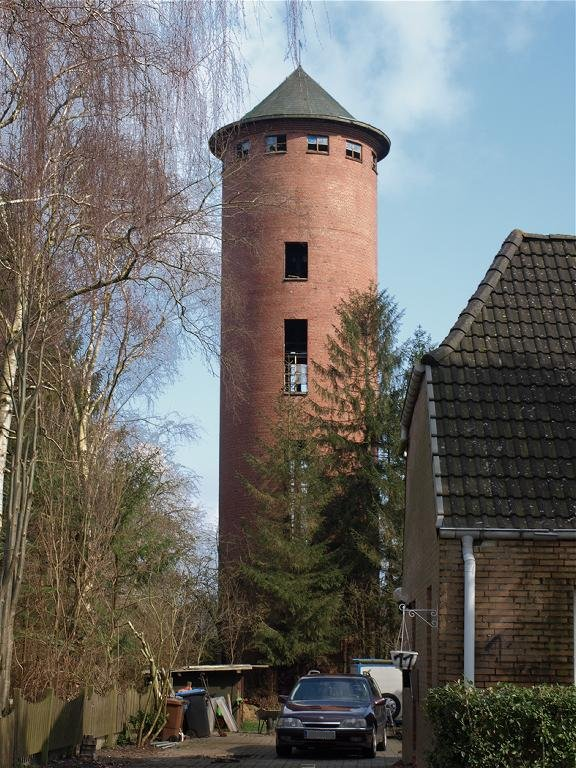